# Mesembrina tristis
Mesembrina tristis är en tvåvingeart som beskrevs av Aldrich 1926. Mesembrina tristis ingår i släktet Mesembrina och familjen husflugor. Inga underarter finns listade i Catalogue of Life.